# Cédula de identidad (Bolivia)
La cédula de identidad, también conocida como carnet de identidad, es un documento identificatorio de Bolivia que según normativa debe estar en posesión de toda persona residente en el país. Fue creada por primera vez el 10 de diciembre de 1927, y desde entonces la legislación, criterios de emisión, información, medidas de seguridad y diseño han sido modificados de acuerdo a los avances técnicos y sociales del Estado boliviano
Le emisión de cédulas de identidad es atribución del Servicio General de Identificación Personal, dependiente del Ministerio de Gobierno de Bolivia de acuerdo a norma establecida en 2011.

## Historia
La cédula de identidad boliviana (CI) fue creada mediante la Ley de 10 de diciembre de 1927, durante el gobierno de Hernando Siles, y su implementación entró en vigencia el 1 de enero de 1928. En aquel entonces la cédula era obligatoria para todos los residentes de Bolivia, a excepción de los menores de edad, las mujeres, los soldados de la clase de tropa y las personas pobres de solemnidad. En la ley quedó también establecido la renovación de la cédula cada cinco años, y su emisión estaba a cargo de la Policía Nacional de Bolivia. La cédula se clasificaba en tres categorías la primera categoría para industriales, profesionales y comerciantes, la segunda para el resto de habitantes y la tercera para los indígenas.  En 1928, con el Decreto Supremo del 16 de mayo, se ampliaron las atribuciones policiales y se establecieron las características y el uso de la cédula de identidad.
En 1934 durante la Guerra del Chaco, en el gobierno del presidente Daniel Salamanca se promulgó la Ley de 13 de enero de 1934, donde se modificó las categorías quedando solo dos categorías la primera para profesionales, industriales y comerciantes y la segunda para el resto de habitantes incluidos los indígenas; además indica que la renovación de la cédula solo se hará en caso de perdida o deterioro. El presidente Gualberto Villarroel en 1944 decretó a través del Decreto Ley 0033, nuevos costos, categorías y tiempo de renovación; siendo ahora cuatro categorías, las 2 antes mencionadas y agregando una tercera categoría para las mujeres no tomadas en cuenta hasta ese entonces y una cuarta para los extranjeros residentes; y dio nuevamente cinco años de validez al documento debiendo ser renovado al concluir este periodo.
Luego, el 16 de septiembre de 1955 en el gobierno de Víctor Paz Estenssoro con el fin de facilitar el ejercicio del voto universal, se creó mediante el Decreto Supremo 4180 el Servicio Nacional de Identificación Personal, dependiente de la Policía Nacional, por lo que la emisión de la cédula quedó a cargo de esta entidad pública. Y mediante Decreto Supremo 4280  se estableció disposiciones en cuanto al funcionamiento y organización del Servicio Nacional de Identificación Personal.
En 1990, en el gobierno de Jaime Paz Zamora, se creó por Decreto Supremo 22601 la Unidad Ejecutora del Registro Único Nacional para la ejecución y se puso en marcha el nuevo Sistema Nacional de Registro e Identificación de las personas. En 1991, el Decreto Supremo 22766 declaró que la emisión y uso de la cédula de identidad personal fuera obligatoria para todos los estantes y habitantes de la República mayores de 16 años y voluntaria para los menores de dicha edad, además indica que la validez del documento es de 6 años.
En 2005, en el gobierno de Eduardo Rodríguez Veltze, mediante Decreto Supremo 28481 se decidió reemplazar la clásica cédula que hasta ese entonces se llenaba con máquina de escribir mecánica para ser emitida mediante un sistema computarizado, sin embargo las cédulas a máquina de escribir se siguieron emitiendo por unos años más, además de cambiar levemente el diseño y el tamaño de la misma. En el año 2007 se modificó levemente el formato a través del Decreto Supremo 29093
y el Decreto Supremo 29294.
Durante del gobierno de Evo Morales la otorgación de Cédulas de Identidad pasó de manos del Servicio Nacional de Identificación Personal, dependiente de la Policía Nacional, a manos del Servicio General de Identificación Personal (SEGIP), una institución pública descentralizada bajo tuición del Ministerio de Gobierno y no de la Policía. El SEGIP se creó el 27 de junio de 2011 mediante la Ley 145, única institución encargada de mantener y precautelar el Registro Único de Identificación (RUI); otorgar la CI a ciudadanos bolivianos dentro y fuera del territorio nacional; otorgar la Cédula de Identidad de Extranjero (CIE), para extranjeros con residencia legal en Bolivia, en coordinación con la Dirección General de Migración, y Licencias de conducir en todo el territorio nacional.
En 2011 se añadió como medida de seguridad un código de barras en el anverso de la cédula. El 12 de diciembre de 2012, el Decreto Supremo 1434, regula la obligación de identificación de menores de edad, estableciendo mecanismos de prevención y protección contra la trata y tráfico de niñas, niños y adolescentes.
En el año 2016 el SEGIP, inicio 2 medidas importantes, la primera en cumplimento de la Ley 807, habilitó la opción de cambio de nombre propio, dato de sexo e imagen de personas transexuales y transgénero en sus cédulas de identidad, y la segunda la opción de incluir la identidad cultural de alguna Nación o Pueblo Indígena Originario Campesino en la cédula como dato complementario y de forma voluntaria. 
A partir del 20 de junio de 2016, el SEGIP firmó un acuerdo con el Ministerio de Relaciones Exteriores, para que los bolivianos que residen en el exterior puedan realizar trámites para acceder a una cédula de identidad en las diferentes embajadas y consulados del país en el exterior; actualmente se pueden obtener la cédula en 5 países: Argentina (Buenos Aires, Mendoza), Brasil (São Paulo), Chile (Calama, Iquique, Santiago), España (Madrid, Barcelona) y Estados Unidos (Washington D. C.). En octubre de 2017 se entregó el primer Certificado de nacido vivo con un código que es el mismo que el de la cédula de identidad, dicha medida se denomino "Plan Guardián" una medida que se implemento para evitar la trata y tráfico de niños indocumentados.
A partir del Decreto Supremo 4342 de 2020, durante el gobierno de Jeanine Áñez, se amplió la vigencia de la cédula a 10 años, y se estableció vigencia indefinida para personas mayores de 58 años y con discapacidad. Además, se incorporó el uso de un código QR en la Cédula de Identidad que reemplazó al código de barras incorporado en 2011. En enero de 2022 se decretó la gratuidad de la cédula de identidad a favor de niñas, niños y adolescentes de hogares y centros de acogida, y a personas en situación de calle, gracias al Decreto Supremo 4655. El 11 de enero de 2023, el presidente Luis Arce Catacora mediante el Decreto Supremo 4861 implementó la CI en formato digital como extensión de la CI en formato físico, por medio de la aplicación móvil “Estado Digital ED-7”, y estableció que la vigencia de la CI en formato físico tendrá una vigencia de 5 años y de 2 años para el formato digital. Por último, el 26 de abril de 2023 se emitió el Decreto Supremo 4924 que actualizó el formato de la cédula y añadió un Código de Lectura Mecánica (Machine Readable Zone en inglés) en el reverso de la Cédula, que fue implementado el 1 de noviembre del mismo año. Además esta nueva cédula incluye la información de grupo sanguíneo.
El 3 de abril de 2024, el Decreto Supremo 5140, implementa la emisión automatizada de la Cédula de Identidad y de la Licencia para Conducir, en casos de reposición o duplicado, a través del sistema «Estado Digital ED-10». Siempre y cuando el usuario cuente con registro biométrico y firma digitalizada en la última cédula. La emisión automatizada se refiere a que el usuario podrá imprimir su propia cédula de identidad con las especificaciones técnicas necesarias en cualquier parte. Esta implementación está disponible desde el 1 de noviembre de 2024. En diciembre de 2024 se inauguró la primera estación de Emisión Documental Automatizada (EDA), que permite reponer de forma automatizada una cédula de identidad o licencia de conducir en minutos, en ambiente controlados con seguridad las 24 horas y los siete días de la semana.

## Formato

### Cédula de Identidad para ciudadanos bolivianos
Se expide desde el 1 de noviembre de 2023, el formato del documento  fue definido mediante Decreto Supremo 4924.

##### Características
- Material: Papel sintético microporoso polímero preimpreso, y cubierta de lámina plástica
- Largo: 5.5 cm
- Ancho: 8.8 cm

##### Anverso
- Fondo guilloché con efecto degradado tricolor rojo, amarillo y verde
- Nueve microtextos preimpresos, con extractos de himnos de los nueve departamentos de Bolivia;
- Microtexto preimpreso con relación a la reivindicación marítima
- Iconografía textil representativa de la expresión cultural del Estado Plurinacional de Bolivia;
- La Wiphala, Bandera de Bolivia, leyendas «ESTADO PLURINACIONAL DE BOLIVIA» y «SERVICIO GENERAL DE IDENTIFICACIÓN PERSONAL» preimpresos, en la parte superior izquierda
- Imagen cultural territorial preimpresa, en la parte superior central
- Leyenda «CÉDULA DE IDENTIDAD» preimpresa (color verde), número cédula (color rojo), en la parte superior derecha
- Número correlativo del valor (color rojo) pre - impreso, en la parte lateral izquierda
- Fotografía del titular, en la parte izquierda
- Información de «SERIE: », «SECCIÓN: », «NOMBRES: », «APELLIDOS: », «FECHA DE NACIMIENTO: », «FECHA DE EMISIÓN: » y «FECHA DE EXPIRACIÓN: », en la parte central
- Escudo de Armas preimpreso y «FIRMA DEL TITULAR», en la parte inferior central
- Mapa del Estado Plurinacional de Bolivia troquelado en el formato físico, en la parte inferior derecha.

##### Reverso
- Fondo guilloché con efecto degradado tricolor rojo, amarillo y verde
- Microtexto preimpreso «LA UNIÓN ES LA FUERZA» en tres idiomas originarios
- Código Único de Seguridad, en la parte superior izquierda
- Imagen cultural territorial preimpresa, en la parte superior central
- Huella dactilar, en la parte superior derecha
- Flor del Patujú, en la parte izquierda
- Información del «LUGAR DE NACIMIENTO: » (departamento, provincia, localidad), (país y localidad en el caso de nacidos en el exterior del país), (país, Boliviano por naturalización en el caso de naturalizados); «DOMICILIO: »; «PROFESIÓN U OCUPACIÓN: »; «ESTADO CIVIL: »; «GRUPO SANGUÍNEO: » y acrónimo de «NACIÓN O PUEBLO INDÍGENA ORIGINARIO CAMPESINO - NPIOC: », en la parte central
- Imágenes del Cóndor de los Andes, Cerro Rico de Potosí y firma del director general ejecutivo del Servicio General de Identificación Personal - SEGIP, preimpresas, en la parte central
- Información del «PADRE: » y/o «MADRE: » o «TUTOR: » cuando el titular sea niña, niño o adolescente, en la parte central (nombres, apellidos y número de cédula del padre y/o madre o tutor)
- Flor de la Kantuta, en la parte derecha
- Código de Lectura Mecánica, en la parte inferior central

##### Información contenida en el Registro Único de Identificación (RUI)
Información Obligatoria
- Datos del registro de nacimiento y el documento de respaldo contrastado: (Oficialía, Libro, Folio, Partida, Fecha de Registro, Número de Valorada)
- Registro de biometría facial
- Registro de biometría dactilar
- Nombres propios
- Apellidos (Paterno, materno, Apellido de casada)
- Fecha de nacimiento
- Lugar de nacimiento: departamento, provincia, localidad (país y localidad en el caso de nacidos en el exterior del país).
- Número de Cédula de Identidad
- Código complemento, en los casos que corresponda
- Datos de la Resolución Administrativa de naturalización emitida por la Dirección General de Migración o mediante Resolución Suprema de naturalización (en caso de Extranjeros naturalizados)
- Registro en el Sistema de Extranjería del RUI, original de la última Cédula de Identidad de Extranjero (en caso de Extranjeros naturalizados)

Información complementaria
- Datos del registro de matrimonio: (Oficialía, Libro, Folio, Partida, Fecha de Registro, Número de Valorada)
- Datos de cancelación de matrimonio en caso de divorcio: (Fecha de la cancelación de la partida de matrimonio)
- Datos del registro de defunción del cónyuge en caso de viudez: (Oficialía, Libro, Folio, Partida, Fecha de Registro, Número de Valorada)
- Datos de profesión u ocupación: (Profesión, Número del Título Profesional, Fecha de emisión del título)
- Datos de la libreta de servicio militar: (Número de la Libreta Militar, Número de registro, Fecha de emisión de la Libreta Militar)
- Datos complementarios de los padres, tutores o terceros, en caso de niña, niño o adolescente
- Datos de resoluciones administrativas y judiciales relacionadas con la identidad de la persona: (Fecha de la Resolución Administrativa, Número de la Resolución Administrativa, con la nomenclatura correspondiente)
- Datos del domicilio
- Dato del grupo sanguíneo, respaldado por un laboratorio o documento acreditado
- Otros establecidos en reglamentación del SEGIP

### Cédula de Identidad para ciudadanos extranjeros
Formato vigente desde mayo de 2019.

##### Características
- Material: Policarbonato
- Largo: 5.5 cm
- Ancho: 8.8 cm

##### Anverso
- Fondo guilloché con motivos tiwanakotas
- Bandera de Bolivia, leyendas «ESTADO PLURINACIONAL DE BOLIVIA», «SERVICIO GENERAL DE IDENTIFICACIÓN PERSONAL» y «SEGIP» preimpresos, en la parte superior central
- Leyenda «CÉDULA DE IDENTIDAD DE EXTRANJERO» preimpresa, en la parte superior central
- Fotografía del titular, en la parte izquierda
- Información de «NOMBRES: », «APELLIDOS: », «SEXO: », «NACIONALIDAD: », «FECHA DE NACIMIENTO: », «FECHA DE EMISIÓN: » y «FECHA DE VENCIMIENTO: », en la parte derecha
- «FIRMA DIGITALIZADA DEL TITULAR», en la parte inferior izquierda
- «NÚMERO DE CÉDULA », ajustada a normativa internacional ICAO 9303 P5, en la parte inferior central
- Logotipo de identificación de lectura de datos digitales sin contacto (NFC), en la parte inferior derecha

##### Reverso
- Fondo guilloché con motivos tiwanakotas
- Información de «DIRECCIÓN: », «RESOLUCIÓN ADMINISTRATIVA DIGEMIG: », «TIPO Y TIEMPO DE PERMANENCIA: », «NOMBRES DE LOS PADRES O APODERADOS: », cuando el titular sea niña, niño o adolescente, en la parte superior izquierda
- Imagen fantasma del titular, Serial Ex registros, en la parte inferior izquierda
- Código QR, en la parte inferior derecha

##### Información contenida en el Registro en el Sistema de Extranjería del RUI
Información Obligatoria
- Datos del registro de nacimiento
- Registro de biometría facial
- Registro de biometría dactilar
- Nombres propios
- Apellidos (Paterno, materno, Apellido de casada)
- Fecha de nacimiento
- Lugar de nacimiento
- Datos de documento de identificación extranjero (Pasaporte, DNI)
- Datos de la Permanencia otorgada por la Dirección General De Migración
- Datos de la Resolución Administrativa que la Dirección General De Migración
- Número de Cédula de Identidad de extranjero

Información complementaria
- Datos del registro de estado civil:
- Datos de profesión u ocupación
- Datos complementarios de los padres, tutores o terceros, en caso de niña, niño o adolescente
- Datos del domicilio
- Otros establecidos en reglamentación del SEGIP

### Anterior formato cédula de identidad ciudadanos bolivianos
El modelo previo al actual se emitió desde 1975 hasta 2023 con pequeños cambios en el transcurso de esos años, el último cambio de ese formato se hizo en 2020 con el Decreto Supremo 4342 , que implementó el código QR en la cédula y dio validez de 10 años a la misma, por lo cual las últimas cédulas con este formato son válidas hasta el 10 de enero de 2033, posteriormente con el Decreto Supremo 4861 , dio vigencia únicamente de 5 años a las cédulas emitidas desde el 11 de enero de 2023 al 31 de octubre de 2023, sin embargo las Cédulas de Identidad emitidas con anterioridad al mencionado Decreto Supremo, tienen plena validez y vigencia hasta la fecha de vencimiento establecida en el documento.

##### Características
- Material: Papel sintético microporoso polímero preimpreso, y cubierta de lámina plástica
- Largo: 5.5 cm
- Ancho: 8.5 cm

##### Anverso
- Fondo tramado de la cédula con la siguiente inscripción pre - impresa
- «ESTADO PLURINACIONAL DE BOLIVIA» (color rojo) y «CÉDULA DE IDENTIDAD» (color negro) preimpresos, en la parte superior central
- Fotografía del titular, en la parte media izquierda
- Información de «BIO », «SERIE: », «SECCIÓN: », en la parte media central
- Huella dactilar para mayores de tres años o huella plantar para menores de tres años, en la parte media derecha
- Número correlativo del valor (color rojo) pre - impreso, en la parte media derecha
- Número de cédula (color rojo), Código Único de Seguridad, en la parte inferior izquierda
- «FECHA DE EMISIÓN: », «FECHA DE EXPIRACIÓN: » y «FIRMA DEL INTERESADO», en la parte central
- Mapa del Estado Plurinacional de Bolivia troquelado en el formato físico, en la parte inferior derecha.

##### Reverso
- Fondo tramado de la cédula con la siguiente inscripción pre - impresa
- «EL SERVICIO GENERAL DE IDENTIFICACIÓN PERSONAL CERTIFICA: Que la firma, fotografía e impresión pertenece» (color negro) preimpresos, en la parte superior central
- Microtexto impreso Número de cédula (color rojo), en la parte superior izquierda
- Microtexto impreso Número correlativo del valor (color rojo), en la parte superior izquierda
- Información de «NOMBRES: »; «APELLIDOS: »; «FECHA DE NACIMIENTO: »; «LUGAR DE NACIMIENTO: » (departamento, provincia, localidad), (país y localidad en el caso de nacidos en el exterior del país), (país, Boliviano por naturalización en el caso de naturalizados); «IDENTIDAD CULTURAL: » a solicitud del interesado; «ESTADO CIVIL: »;  «PROFESIÓN U OCUPACIÓN: »; «DOMICILIO: », en la parte central
- Información del «PADRE: » y/o «MADRE: » o «TUTOR: » cuando el titular sea niña, niño o adolescente, en la parte central (nombres, apellidos y número de cédula del padre y/o madre o tutor)
- Firma y sello del director general ejecutivo del Servicio General de identificación Personal impreso, en la parte inferior central
- Parte lateral izquierdo: ESTADO PLURINACIONAL DE BOLIVIA - CÉDULA DE IDENTIDAD (color rojo - vertical)
- Parte lateral derecha: DOCUMENTOS REGISTRADOS (color negro - vertical), 9 espacios para el registro de documentos (color rojo)
- Acrónimos de DOCUMENTOS REGISTRADOS: CN (Certificado de Nacimiento); CM (Certificado de Matrimonio); SD (Sentencia de Divorcio); CD (Certificado de Defunción del cónyuge); LM (Libreta Militar); TP (Título Profesional)

##### Información contenida en el Registro Único de Identificación (RUI)
Información Obligatoria
- Datos del registro de nacimiento y el documento de respaldo contrastado;
- Registro de biometría facial
- Registro de biometría dactilar
- Nombres propios
- Apellidos
- Fecha de nacimiento
- Lugar de nacimiento
- Número de Cédula de Identidad
- Código complemento, en los casos que corresponda
- Datos de la Resolución Administrativa de naturalización emitida por la Dirección General de Migración o mediante Resolución Suprema de naturalización (en caso de Extranjeros naturalizados)
- Registro en el Sistema de Extranjería del RUI, original de la última Cédula de Identidad de Extranjero (en caso de Extranjeros naturalizados)

Información complementaria
- Datos del certificado de nacimiento
- Datos del registro de matrimonio
- Datos de cancelación de matrimonio en caso de divorcio
- Datos del registro de defunción del cónyuge en caso de viudez
- Datos de profesión u ocupación
- Datos de la libreta de servicio militar
- Datos complementarios de los padres, tutores o terceros, en caso de niña, niño o adolescente
- Datos de resoluciones administrativas y judiciales relacionadas con la identidad de la persona
- Datos del domicilio
- Otros datos Biométricos
- Otros datos declarativos
- Otros establecidos en reglamentación del SEGIP

## Cédula de Identidad como documento de viaje
Bolivia es un Estado Miembro de la Comunidad Andina y del Mercosur, por lo que los ciudadanos bolivianos pueden ingresar a los países miembros de estas organizaciones solo con la presentación de su Cédula de Identidad, prescindiendo de la presentación del Pasaporte boliviano o  Visa de Viaje. Asimismo los ciudadanos de los países miembros pueden ingresar a Bolivia solo con la presentación de su respectivo documento de identidad; estos países son:
| Comunidad Andina | Documentos de viaje permitidos                            | Mercosur  | Documentos de viaje permitidos                                |
| Bolivia          | Cédula de identidad boliviana Pasaporte boliviano         | Argentina | Documento nacional de identidad argentino Pasaporte argentino |
| Colombia         | Cédula de ciudadanía colombiana Pasaporte colombiano      | Bolivia   | Cédula de identidad boliviana Pasaporte boliviano             |
| Ecuador          | Cédula de ciudadanía ecuatoriana Pasaporte ecuatoriano    | Brasil    | Carteira de Identidade brasileña Pasaporte brasileño          |
| Perú             | Documento nacional de identidad peruano Pasaporte peruano | Chile     | Cédula de identidad chilena Pasaporte chileno                 |
|                  |                                                           | Colombia  | Cédula de ciudadanía colombiana Pasaporte colombiano          |
|                  |                                                           | Ecuador   | Cédula de ciudadanía ecuatoriana Pasaporte ecuatoriano        |
|                  |                                                           | Paraguay  | Cédula de identificación civil paraguaya Pasaporte paraguayo  |
|                  |                                                           | Perú      | Documento nacional de identidad peruano Pasaporte peruano     |
|                  |                                                           | Uruguay   | Cédula de identidad uruguaya Pasaporte uruguayo               |